# Dekanat Nakło
Dekanat Nakło – jeden z dwudziestu jeden dekanatów w rzymskokatolickiej diecezji bydgoskiej.

## Parafie
W skład dekanatu wchodzi 10 parafii (kolejność według dat erygowania parafii):
| Lp. | Miejscowość / parafia                                      | Rok erygowania | Patron                                  | Odpust parafialny                               | Uwagi | Zdjęcie |
| --- | ---------------------------------------------------------- | -------------- | --------------------------------------- | ----------------------------------------------- | --- | ------- |
| 1   | Nakło nad Notecią św. Wawrzyńca                            | 1109           | św. Wawrzyniec z Rzymu                  | 10 sierpnia pierwsza niedziela października     | kościół parafialny (w rejestrze zabytków) z 1843, rozbudowany w 1925 roku; www                                                      |         |
| 2   | Sadki św. Wojciecha                                        | XII-XIII w.    | Święty Wojciech                         | 23 kwietnia (kaplice: 22 sierpnia, 18 września) | Kościół parafialny z poł. XVIII w. (w rejestrze zabytków), kaplice filialne w Mrozowie i Samostrzelu; www                           |         |
| 3   | Ślesin św. Mikołaja                                        | XIV w.         | św. Mikołaj z Miry                      | 6 grudnia 26 lipca (kaplica)                    | Kościół parafialny drewniany z 1779 roku (w rejestrze zabytków), kaplica filialna pw. św. Joachima w Minikowie; www                 |         |
| 4   | Dębowo św. Michała Archanioła                              | 1372           | Archanioł Michał                        | 29 września                                     | Kościół parafialny przebudowany w latach 1934–1938; kaplica filialna pw. Miłosiernego Chrystusa w Dębionku; www                     |         |
| 5   | Nakło nad Notecią św. Stanisława Biskupa i Męczennika      | 1925           | św. Stanisław ze Szczepanowa            | 8 maja                                          | Kościół parafialny poewangelicki z 1895 roku; kaplica filialna w Trzeciewnicy; www                                                  |         |
| 6   | Śmielin bł. Czesława                                       | 1975           | bł. Czesław Odrowąż                     | 20 lipca                                        | |         |
| 7   | Paterek Matki Boskiej Bolesnej                             | 1979           | Matka Boska Bolesna                     | 15 września                                     | Oprócz kościoła parafialnego kaplica Matki Boskiej Częstochowskiej w Polichnie                                                      |         |
| 8   | Potulice Zwiastowania NMP                                  | 1980           | Zwiastowanie Pańskie                    | 25 marca                                        | Parafię prowadzą chrystusowcy; kościół parafialny to dawna kaplica grobowa rodu Potulickich z 1862 roku (w rejestrze zabytków); www |         |
| 9   | Występ św. Brata Alberta Chmielowskiego                    | 1993           | św. Adam Chmielowski                    | 17 czerwca                                      | Kościół parafialny w przebudowanym domu mieszkalnym; www                                                                            |         |
| 10  | Nakło nad Notecią Najświętszej Maryi Panny Królowej Polski | 1996           | Najświętsza Maryja Panna Królowa Polski | 3 maja                                          | Kościół parafialny zbudowano w latach 2006–2017; www                                                                                |         |